# Coupe de Belgique de cyclisme sur route 2023
Navigation
Coupe de Belgique 2022 Coupe de Belgique 2024
La Coupe de Belgique de cyclisme sur route 2023, officiellement nommée la Lotto Cycling Cup 2023, est la 8e édition de la Coupe de Belgique de cyclisme sur route. Elle débute le 28 février 2023 avec le Samyn et se termine le 15 septembre 2023 avec le Championnat des Flandres. 

## Attribution des points
Sur chaque course, les 15 premiers coureurs marquent des points et le coureur marquant le plus de points au total est considéré comme le vainqueur de la Coupe de Belgique.
Sur chaque épreuve, les points sont attribués avec le barème suivant :
| Position | 1  | 2  | 3  | 4  | 5  | 6  | 7 | 8 | 9 | 10 | 11 | 12 | 13 | 14 | 15 |
| Points   | 16 | 14 | 13 | 12 | 11 | 10 | 9 | 8 | 7 | 6  | 5  | 4  | 3  | 2  | 1  |

Dans chaque épreuve, il y a 3 sprints intermédiaires avec des points attribués au 3 premiers coureurs. Ces points sont ajoutés au classement individuel.
Les points attribués sont respectivement: 3-2-1 points.

## Résultats
| #  | Date         | Course                                       | Vainqueur         | Équipe                   | Leader du classement individuel |
| -- | ------------ | -------------------------------------------- | ----------------- | ------------------------ | ------------------------------- |
| 1  | 28 février   | Le Samyn (2023)                              | Milan Menten      | Lotto Dstny              | Milan Menten                    |
| 2  | 5 mars       | Grand Prix Jean-Pierre Monseré (2023)        | Gerben Thijssen   | Intermarché-Circus-Wanty | Hugo Hofstetter                 |
| 3  | 18 mai       | Circuit de Wallonie (2023)                   | Jordi Meeus       | Bora-Hansgrohe           | Milan Menten                    |
| 4  | 20 mai       | Veenendaal-Veenendaal Classic (2023)         | Dylan Groenewegen | Jayco AlUla              | Milan Menten                    |
| 5  | 21 mai       | Antwerp Port Epic (2023)                     | Dries De Bondt    | Alpecin-Deceuninck       | Milan Menten                    |
| 6  | 27 mai       | Van Merksteijn Fences Classic (2023)         | Caleb Ewan        | Lotto Dstny              | Caleb Ewan                      |
| 7  | 10 juin      | À travers le Hageland (2023)                 | Rasmus Tiller     | Uno-X Pro                | Caleb Ewan                      |
| 8  | 11 juin      | Tour des onze villes (2023)                  | Jasper Philipsen  | Alpecin-Deceuninck       | Caleb Ewan                      |
| 9  | 15 août      | Tour de Louvain-Mémorial Jef Scherens (2023) | Arnaud De Lie     | Lotto Dstny              | Caleb Ewan                      |
| 10 | 15 septembre | Championnat des Flandres (2023)              | Jasper Philipsen  | Alpecin-Deceuninck       | Caleb Ewan                      |

## Classement
| Pos. | Coureur           | Équipe                   | Points |
| ---- | ----------------- | ------------------------ | ------ |
| 1    | Caleb Ewan        | Lotto Dstny              | 44     |
| 2    | Giacomo Nizzolo   | Israel-Premier Tech      | 42     |
| 3    | Gerben Thijssen   | Intermarché-Circus-Wanty | 40     |
| 4    | Timothy Dupont    | Tarteletto-Isorex        | 33     |
| 5    | Jasper Philipsen  | Alpecin-Deceuninck       | 32     |
| 6    | Timo Kielich      | Alpecin-Deceuninck       | 32     |
| 7    | Hugo Hofstetter   | Arkéa-Samsic             | 32     |
| 8    | Dylan Groenewegen | Jayco AlUla              | 30     |
| 9    | Milan Menten      | Lotto Dstny              | 28     |
| 10   | Fabio Jakobsen    | Soudal Quick-Step        | 26     |